# Comuna de Kobiór
Kobiór (polaco: Gmina Kobiór) é uma gminy (comuna) na Polónia, na voivodia de Santa Cruz e no condado de Pszczyński. A sede do condado é a cidade de Kobiór.
De acordo com os censos de 2006, a comuna tem 4609 habitantes, com uma densidade 93,1 hab/km².

## Área
Estende-se por uma área de 49,5 km², incluindo:
- área agricola: 12%
- área florestal: 82%

## Demografia
Dados de 31 de Dezembro de 2006:
|                      | Total   | Total | Mulheres | Mulheres | Homens  | Homens |
| -------------------- | ------- | ----- | -------- | -------- | ------- | ------ |
|                      | pessoas | %     | pessoas  | %        | pessoas | %      |
| População            | 4609    | 100   | 2320     | 50,3     | 2289    | 49,7   |
| Densidade (pop./km²) | 93,1    | 100   | 46,9     | 46,9     | 46,2    | 46,2   |

De acordo com dados de 2002, o rendimento médio per capita ascendia a 1291,92 zł.

## Comunas vizinhas
- Bojszowy, Orzesze, Pszczyna, Suszec, Tychy, Wyry